# Celebrate (Twice)

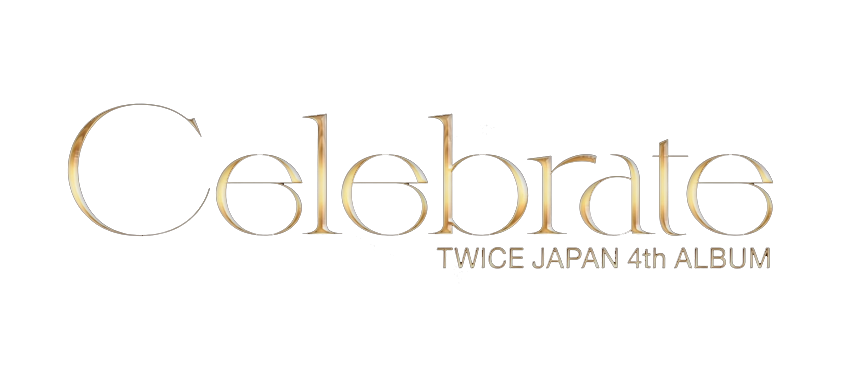
Logo dell'album

Celebrate è il settimo album in studio (il quarto in lingua giapponese) del girl group sudcoreano Twice, pubblicato il 27 luglio 2022.

## Tracce
1. Celebrate – 3:08 (testo: J. Y. Park "The Asiansoul", Twice, Co-sho – musica: Woo Min Lee “collapsedone”, Justin Reinstein, Like (MRCH), Jjean)
2. Voices of Delight – 3:03 (testo: STARBUCK, YHEL – musica: Zaydro, STARBUCK, YHEL)
3. Tick Tock – 3:03 (testo: Dahyun, Mayu Wakisaka – musica: Trippy, Mayu Wakisaka)
4. Flow Like Waves – 3:33 (testo: Shoko Fujibayashi – musica: EJAE, Anna Timgren, Aaron Kim)
5. That's All I'm Saying – 3:02 (testo: Dahyun, Risa Horie – musica: Trippy, Max Ulver, Nanna Bottos)
6. Bitter Sweet – 3:30 (testo: Co-sho – musica: Woo Min Lee “collapsedone”, Ollipop, Hayley Aitken, STWP)
7. Sandcastle – 3:12 (testo: Yu-ki Kokubo – musica: Kyle Reynolds, Margaret Peake, IMKK)
8. Just Be Yourself – 3:20 (testo: Fan Fan – musica: Woo Min Lee “collapsedone”, Justin Reinstein, Anna Timgren)
9. Doughnut – 4:23 (testo: Lauren Kaori – musica: Alexis Kesselman, Woo S. Rhee “RAINSTONE”, Francis (Francis), Fingazz)

## Classifiche

### Classifiche settimanali
| Classifica (2022) | Posizione massima |
| ----------------- | ----------------- |
| Giappone          | 2                 |

### Classifiche di fine anno
| Classifica (2022) | Posizione |
| ----------------- | --------- |
| Giappone          | 34        |